# Johann Friedrich Reiffenstein
Johann Friedrich Reiffenstein (auch Reifstein und Reffenstein; * 22. November 1719 in Ragnit, Ostpreußen; † 6. Oktober 1793 in Rom) war in der Zeit der Aufklärung ein deutscher Cicerone für prominente Reisende, Maler, Altertumsforscher („Antiquar“) und Kunstagent in Rom.

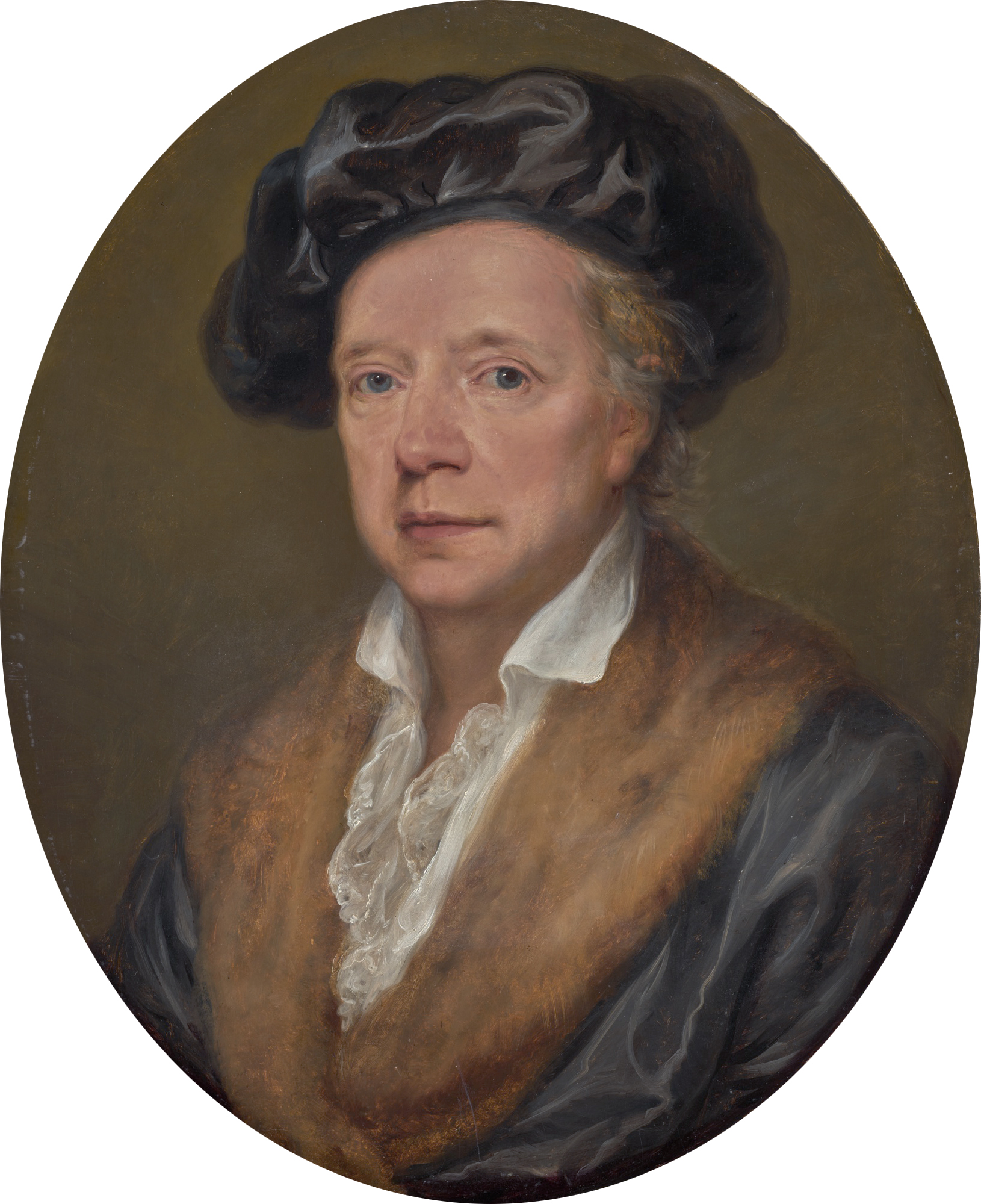
Johann Friedrich Reiffenstein (1719–1793) (Angelica Kauffmann)

## Leben
Nach dem rechtswissenschaftlichen Studium an der Universität Königsberg lernte Reiffenstein in seiner Eigenschaft als Sekretär der Deutschen Gesellschaft in Königsberg den Leipziger Gelehrten und Initiator der Deutschen Gesellschaften Johann Christoph Gottsched kennen. Nach einer Zwischenstation am hessischen Hof in Kassel begleitete er den Sohn des Grafen Rochus zu Lynar auf dessen Studienreise 1760–1762 durch Europa und kam so nach Italien, wo er von Johann Joachim Winckelmann und dessen Umkreis in Rom zum Bleiben überzeugt wurde. 1767 bezog er seine endgültige Wohnung im Erdgeschoss des Palazzo Zuccari. 1768 ernannte ihn Iwan Iwanowitsch Schuwalow zum Agenten der St. Petersburger Akademie in Rom. Auf diesem Wege gelangten Korkmodelle der klassischen Architekturdenkmäler von Antonio Chichi sowie Gipsabgüsse nach Petersburg. Auf Anleitung Reiffensteins fertigte der aus Südtirol stammende Maler Christoph Unterberger, ein Schüler von Anton Raphael Mengs, Kopien der Loggien Raffaels, einschließlich aus Holz verfertigter Kopien der Wandteile, Pilaster, Sockel usw., für die Zarin Katharina II., die noch heute in der Eremitage (Sankt Petersburg) zu sehen sind.
Herzog Ernst II. von Sachsen-Gotha-Altenburg ernannte ihn 1772 zu seinem Kunstagenten in Rom und erweiterte mit seiner Hilfe die Sammlungen auf Schloss Friedenstein in Gotha. 1778 avancierte Reiffenstein auf Vermittlung von Friedrich Melchior Grimm zum Kunstbeschaffer der Zarin Katharina II., mit der er indirekt bis 1793 auch regelmäßig korrespondierte. Die Korrespondenz zeigt anschaulich, wie der Aufbau der großen Kunst- und Manuskriptsammlungen Katharinas vonstattenging.
Als Cicerone war er zeitweiliger Begleiter Goethes auf dessen italienischer Reise 1786–1788 und Johann Gottfried Herders 1788–1790. Von 1782 bis zu seinem Tod stand er in einer engen Beziehung zu der Malerin Angelika Kauffmann. Gemeinsam mit Goethe organisierte er das Reiseprogramm und die Unterkünfte für Herzogin Anna Amalia bei deren Italien-Aufenthalt 1788 bis 1790. Reiffenstein war seit 1790 Ehrenmitglied der Preußischen Akademie der Künste in Berlin (Sektion Bildende Kunst).
Goethe, der ab Juni 1787 für fast ein Jahr in der Wohnung des Malers Johann Heinrich Wilhelm Tischbein in der Via del Corso Nr. 18 lebte (heute Museum Casa di Goethe), notiert in seinem Buch Italienische Reise über Angelika Kauffmann:

„Es war herkömmlich geworden, daß sie Sonntag um Mittag mit ihrem Gemahl und Rat Reiffenstein bei mir vorfuhr und wir sodann mit möglichster Gemütsruhe uns durch eine Backofenhitze in irgendeine Sammlung begaben, dort einige Stunden verweilten und sodann zu einer wohlbesetzten Mittagstafel bei ihr einkehrten. Es war vorzüglich belehrend, mit diesen drei Personen, deren eine jede in ihrer Art theoretisch, praktisch, ästhetisch und technisch gebildet war, sich in Gegenwart so bedeutender Kunstwerke zu besprechen.“

Goethe beschreibt auch, wie Reiffenstein die in Rom ansässigen jungen deutschsprachigen Künstler aus Tischbeins Umkreis, wie Friedrich Bury, Heinrich Meyer, Johann Heinrich Lips und Johann Georg Schütz, sowie weitere durchreisende Gäste nicht nur durch die Sammlungen führte und belehrte, sondern auch in der Wachsmalerei und Pastenfabrikation unterrichtete; mit den Pasten wurde sodann Glas gefärbt. Auch hielt er sie an, Gemmen und Medaillen in Ton abzudrucken. Die jungen Künstler verliehen dem älteren Reiffenstein den Spitznamen Dio Padre Omnipotente (Gottvater der Allmächtige).
Reiffensteins Grab befindet sich auf dem Protestantischen Friedhof in Rom.